# リネット・ウッダード
リネット・ウッダード（Lynette Woodard、1959年8月12日 - ）は、アメリカ合衆国カンザス州ウィチタ出身の元女子バスケットボール選手である。

## 経歴
高校時代は62試合で1678得点、1030リバウンドをあげた。
カンザス大学で1978年から1981年まで4年間プレーし、オールアメリカに4度選出される活躍を見せた。卒業時にはアメリカの大学の女性としては歴代トップの3649得点（平均26.2得点）をあげた。彼女の在学当時は、3ポイントシュートが導入されておらず、6フィートとそれほど身長の高くなかった彼女はそれまでのビッグ8カンファレンスのどの選手よりも400点以上多い得点をあげた。また、カンファレンス記録となる1716リバウンドをあげている。
1984年のロサンゼルスオリンピックにキャプテンとして出場し、金メダルを獲得した。
1985年、ハーレム・グローブトロッターズに女性として初めて入団した。
その後イタリアのチームを経て、1990年に日本リーグ2部の大和証券に入団。1993年までプレーした。
1996年の匿名による得票ではビッグ8カンファレンスの歴代最高女性バスケットボール選手に選ばれた。
1997年にWNBAがスタートすると、クリーブランド・ロッカーズに入団。その後エクスパンション・ドラフトでデトロイト・ショックに移籍。WNBAオフシーズンは大和証券時代の経験を活かしニューヨークで株式仲買人として活動していた。
1999年引退。母校のカンザス大学にアシスタントコーチとして復帰、2004年には暫定ヘッドコーチも務めた。
2004年にはバスケットボール殿堂、2005年には女子バスケットボール殿堂入りを果たす。

## ナショナルチーム
米国代表として1983年、ブラジルのサンパウロで行われた女子バスケットボール世界選手権に出場、グループリーグでソ連に1点差で敗れ、決勝のソ連戦でも残り1秒に決勝シュートを決められて、2点差で敗れて銀メダルとなった。
1984年のロス五輪では、金メダルを獲得した。同年オリンピック前に台湾の台北で行われたウィリアム・ジョーンズカップにも出場し、優勝した。
1990年にマレーシアのクアラルンプールで行われた女子バスケットボール世界選手権では平均6.3得点をあげてチームは金メダルを獲得した。
1991年パンアメリカン競技大会では4勝2敗で銅メダルを獲得した。